# Chrysotoxum fasciatum
Chrysotoxum fasciatum är en tvåvingeart som först beskrevs av Müller 1764.  Chrysotoxum fasciatum ingår i släktet getingblomflugor, och familjen blomflugor.
Artens utbredningsområde är Danmark. Inga underarter finns listade i Catalogue of Life.